# Kodolányi Gyula
Kodolányi Gyula (Budapest, 1942. január 23. –) Kossuth-díjas költő, műfordító, irodalomtörténész, miniszterelnökségi államtitkár (1990–1994). A Magyar Művészeti Akadémia levelező tagja (2012). Kodolányi János unokaöccse, Illyés Gyula veje. Az ELTE BTK Angol–Amerikai Intézet egykori tanára.

## Élete

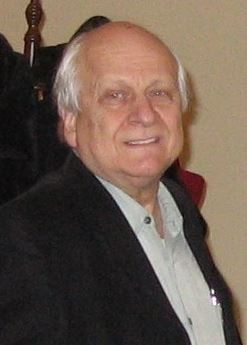
Nap Kiadó könyvbemutatóján, 2012-ben

Középiskolai tanulmányait a budapesti József Attila Gimnáziumban folytatta, ahol 1960-ban érettségizett. Ezután előbb a műszaki egyetemre iratkozott be, de egy év után átment az ELTE Bölcsészettudományi Karának magyar–angol szakára, itt diplomázott, 1966-ban. Pályáját a Corvina Könyvkiadóban kezdte mint szerkesztő 1966–1970 között. 1970–1985 között az ELTE BTK Angol Tanszékének, 1985–1990 között az Összehasonlító és Világirodalmi Tanszéknek volt munkatársa. Közben 1972−73-ban az American Council of Learned Societies, 1984–85-ben a Fulbright-program ösztöndíjával az Amerikai Egyesült Államokban kutatott és tanított. 1988–1996 között a Magyar Demokrata Fórum alapító tagja volt.
1990-ben kivette részét a rendszerváltásból, megalapította az amerikanisztikai tanszéket. 1990–1994 között miniszterelnöki külpolitikai tanácsadó, címzetes államtitkár volt. 1992 óta a Magyar Szemle főszerkesztője. 1992–1996 között a Hungária Tv Alapítvány alelnöke volt. 1996 óta a Magyar Polgári Együttműködés Egyesület elnökségi tagja. 1996–97-ben a Hungária Tv Közalapítvány kuratóriumának elnökségi tagja volt. 2003 decemberében még mindig az ő főszerkesztése mellett az újonnan alapított Prima Primissima díj második fokozatát nyerte el a Magyar Szemle szerkesztőségi csapata, ezzel elsőként nyerte el a díjat a magyar írott sajtóban.
2004–2009 között az Emory Egyetemen (Emory University, Atlanta, USA) tanított. 2008 óta az Európai Tudományos és Művészeti Akadémia tagja. 2010 óta a Magyar Szemle angol nyelvű változatánál, a Hungarian Review-nál szerkesztő, majd főszerkesztő.

## Családja
Szülei Kodolányi Gyula (1911–1984) mérnök – 1945 után a magyar rádióadó-hálózat egyik újjáépítője, fejlesztője –, és Asztalos Judit (1914–2006) voltak. Tanítómesterének nagybátyját, Kodolányi Jánost (1899–1969) tartja. Testvére Kodolányi László (1944–) ötvös.

## Művei
- A tenger és a szél szüntelen; Szépirodalmi, Bp., 1981
- A létezés-szakmában dolgozom (versek, 1983)
- Álom az álomban. Válogatott és újabb versek; szerzői, Santa Barbara, 1985
- Hatalmak; Téka, Bp., 1989 (Liget könyvek)
- A létezés hálói (Amerikai költők, ford., 1990)
- Január. Versek, 1989–1996; Kortárs, Bp., 1997
- Kentaur-szárnyak. Válogatott esszék és beszélgetések, 1968–1998; Kortárs, Bp., 1999
- Táncban a sötéttel (összegyűjtött versek, 2002)
- Amerika ideje. Esszék modernizmusról, modernségről; Kossuth Egyetemi–Magyar Szemle Alapítvány, Debrecen, 2003 (Orbis litterarum)
- A hullám taraja. Válogatott esszék és interjúk, 2000–2005; Nap, Bp., 2006 (Magyar esszék)
- Járj, merre tetszik (válogatott és új versek 1971–2011) (2012)
- Szóló hangra. Esszék, beszélgetések; Nap, Bp., 2012 (Magyar esszék)
- Kodolányi Gyula–Katona Szabó Erzsébet: Üzenetek W. Sh.-től. Improvizációk Shakespeare szonettjeire. Szonettek, 2007–2013, papírkollázsok, 2002–2014; Tony Brinkley versfordításaival; Magyar Szemle–Hungarian Review, Bp., 2014 (Magyar szemle könyvek)
- A létezés hálói. Amerikai költők versei Kodolányi Gyula műfordításában; 2. bőv. kiad.; Nap, Bp., 2016
- A szavak súlyáról. Esszék és beszélgetések, 2012–2020; Nap, Bp., 2020 (Magyar esszék)
- A világfa ágain; riporter Csűrös Csilla; Nap., Bp., 2021

## Díjak, elismerések
- Mikes Kelemen-díj (1983)
- Fulbright-ösztöndíj (1984–1985)
- Európai Érdemrend (1996)
- József Attila-díj (2002)
- A Köztársasági Elnök Érdemérme (2005)
- Bertha Bulcsu-emlékdíj (2006)
- A Magyar Érdemrend középkeresztje a csillaggal (2012)
- Prima Primissima díj (2015)
- Kossuth-díj (2020)